# فرودگاه صحرایی هانکو
فرودگاه صحرایی هانکو (به انگلیسی: Hanko Airfield) (به زبان بومی: Hangon lentokenttä) یک فرودگاه است که یک باند فرود آسفالت و چمن دارد و طول باند آن ۱۶۰۰ متر است. این فرودگاه در کشور فنلاند قرار دارد و در ارتفاع ۶ متری از سطح دریا واقع شده‌است.